# Why R U?
Why R U?  (tiếng Thái: เพราะรักใช่เปล่า) là bộ phim truyền hình BL Thái Lan với sự tham gia của Suppapong Udomkaewkanjana và Pruk Panich. Phim được đạo diễn bởi Thanamin Wongskulphat. Phim phát sóng từ ngày 24 tháng 1 năm 2020 đến 24 tháng 3 năm 2020.

## Diễn viên

### Chinh
- Suppapong Udomkaewkanjana (Saint) vai Tutor[6]
- Pruk Panich (Zee) vai Fighter
- Sittichok Pueakpoolpol (Tommy) vai Zon
- Karn Kritsanaphan (Jimmy) vai Saifah

### Phụ
- Janistar Phomphadungcheep vai Hwahwa
- Akalavut Mankalasut (Pangpond) vai Day
- Veerinsara Tangkitsuvanich (Perth) vai Zol
- Piamchon Damrongsunthornchai (Tonnam) vai Natee
- Saran Rujeerattanavorapan (Max) vai Dew
- Natasitt Uareksit (Nat) vai Blue
- Parnupat Anomakiti (Park) vai Japan
- Wichai Saefant (Seng) vai Tanthai
- Sorntast Buangam (Mark) vai Champ
- Thanapat Thanachakulphisan (Toy) vai Zen
- Ratchapong Anomkiti (Poppy) vai Junior
- Arachaporn Pokinpakorn (Goy) vai Soda
- Ratchawit Chanrunganan (Graphic) vai Tem
- Metinee Kingpayom (Lukkade) vai mẹ của Zon
- Penpetch Benyakul (Jab) vai bố của Zon
- Rusameekae Fagerlund (James) vai Kae
- Peerada Namwong (Paper) vai bạn của Hwahwa
- Taralatah vai Luktan
- Ruengrit McIntosh (Willie) vai bố của Fighter

### Khách mời
- Suppasit Jongcheveevat (Mew) vai Tharn
- Kanawut Traipipattanapong (Gulf) vai Type
- Krittapak Udompanich (Boom) vai Tee
- Peemapol Panichtamrong (Peak) vai Fuse